# 0541
0541 è il prefisso telefonico del distretto di Rimini, appartenente al compartimento di Bologna.
Il distretto comprende tutta la provincia di Rimini (ad eccezione del comune di Montecopiolo, che appartiene al distretto di Urbino, di prefisso 0722) e alcuni comuni delle province di Forlì-Cesena e Pesaro e Urbino. Confina con i distretti di Cesena (0547) a nord, Forlì (0543) e Arezzo (0575) a ovest e Pesaro (0721) e Urbino (0722) a sud, e circonda quello della Repubblica di San Marino (0549).

## Aree locali e comuni
Il distretto di Rimini comprende 37 comuni suddivisi nelle 3 aree locali di Cattolica (ex settori di Cattolica, Mercatino Conca e Morciano di Romagna), Rimini e Savignano sul Rubicone (ex settori di Novafeltria e Savignano sul Rubicone). I comuni compresi nel distretto sono: Bellaria-Igea Marina, Borghi (FC), Casteldelci, Cattolica, Coriano, Gabicce Mare (PU), Gatteo (FC), Gemmano, Gradara (PU), Maiolo, Mercatino Conca (PU), Misano Adriatico, Mondaino, Monte Cerignone (PU), Monte Grimano Terme (PU), Montefiore Conca, Montegridolfo, Montescudo-Monte Colombo, Morciano di Romagna, Novafeltria, Pennabilli, Poggio Torriana, Riccione, Rimini, Roncofreddo (FC), Saludecio, San Clemente, San Giovanni in Marignano, San Leo, San Mauro Pascoli (FC), Sant'Agata Feltria, Santarcangelo di Romagna, Sassofeltrio, Savignano sul Rubicone (FC), Sogliano al Rubicone (FC), Talamello e Verucchio .